# Kurt Schrader (Politiker, 1951)

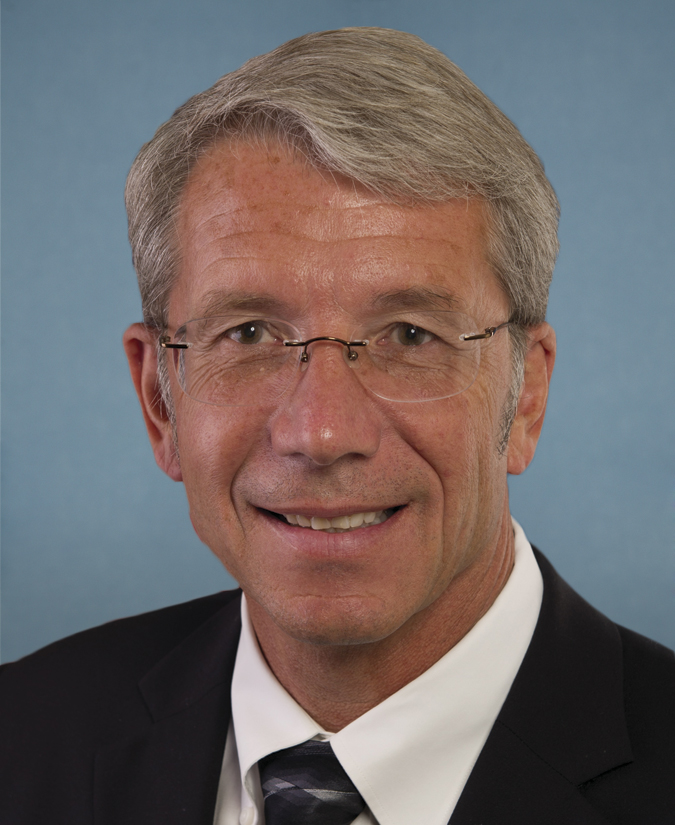
Kurt Schrader (2011)

Walter Kurt Schrader (* 19. Oktober 1951 in Bridgeport, Connecticut) ist ein US-amerikanischer Politiker der Demokratischen Partei. Er vertrat den Bundesstaat Oregon von 2009 bis 2023 im US-Repräsentantenhaus.

## Werdegang
Kurt Schrader erwarb 1973 seinen Bachelor-Abschluss an der Cornell University in Ithaca. Dort lernte er auch seine spätere Ehefrau Martha kennen, die er 1975 heiratete. 1977 bestand er an der University of Illinois das Examen als Tierarzt; im Jahr darauf zog die Familie nach Oregon, wo Kurt Schrader in Oregon City eine Praxis eröffnete.
Nach 16 Jahren als Mitglied des Planungsausschusses in der Stadt Canby bewarb sich Schrader 1994 um ein Mandat im Repräsentantenhaus von Oregon und verlor mit nur 38 Stimmen Unterschied gegen den Republikaner Jerry Grisham. Zwei Jahre später trat er erneut an und setzte sich gegen Paul Kraxburger durch. In den Jahren 1998 und 2000 wurde er jeweils im Amt bestätigt. 2002 folgte er dem zurückgetretenen Verne Duncan als Staatssenator; seine Frau kandidierte als seine Nachfolgerin im Repräsentantenhaus, unterlag aber dem Republikaner Wayne Scott.
Im Jahr 2008 wurde Schrader schließlich von seiner Partei als Nachfolger der ausscheidenden Kongressabgeordneten Darlene Hooley nominiert. Er gewann mit 54 Prozent der Wählerstimmen gegen den Republikaner Mike Erickson, wobei er die Mehrheit in allen sieben Countys seines Wahlbezirks errang. Am 3. Januar 2009 nahm er seine Tätigkeit als Abgeordneter in Washington auf; zu seiner Nachfolgerin im Senat von Oregon wurde seine Ehefrau Martha bestimmt, von der er sich im Jahr 2011 scheiden ließ. Nach sechs Wiederwahlen in den Jahren 2010 bis 2020 unterlag er bei den demokratischen Vorwahlen 2022 Jamie McLeod-Skinner, damit trat er bei den Wahlen 2022 nicht erneut an. Seine Legislaturperiode im Repräsentantenhaus des 117. Kongresses endete mit dem 3. Januar 2023. Er zählte zu der moderat konservativen Blue Dog Coalition.